# Ouranopoli
Ouranopoli (Ouranoupoli) är en ort i Grekland.   Den ligger i prefekturen Chalkidike och regionen Mellersta Makedonien, i den nordöstra delen av landet, 260 km norr om huvudstaden Aten. Ouranopoli ligger 27 meter över havet och antalet invånare är 826.
Terrängen runt Ouranopoli är kuperad åt nordost, men västerut är den platt. Havet är nära Ouranopoli åt sydväst. Närmaste större samhälle är Ierissos, 12,2 km nordväst om Ouranopoli. 